# Яришівська синагога
Яришівська синагога — втрачена юдейська культова споруда у селі Яришів (нині Могилів-Подільського району Вінницької області, Україна).

## Історія та опис
Синагогу в містечку Яришів було споруджено 1750 року.
Будівля — типова дерев'яна синагога Поділля. Споруджено на кам'яному фундаменті. Основна частина будівлі була майже квадратна у плані, покрита високою комбінованою покрівлею. На східній, північній та південній стороні будівлі було розташовано по два віконця. Галереї були прибудовані до західної та південної сторін будівлі.
1928 р. синагогу дослідив та детально сфотографував зовні та всередині Павло Жолтовський. Нині світлини синагоги зберігаються у Національній бібліотеці України ім. Вернадського, у колекції Степана Таранушенка.
Данило Михайлович Щербаківський наводить опис синагоги: «Синагога прекрасна дерев'яна початку XVII ст. з барочним дахом й дуже інтересним портиком, над яким галерейка крита. Вхідні двері синагоги з українськими зрізами. Вся синагога зверху донизу покрита прекрасним розписом — в горі на стелі знаки зодіаку й інші виображення, а стіни покриті квітчастим плетеним орнаментом певного пензля, але трохи крикливих фарб. Розпис розбита на окремі площі з картушами, в яких написи, коли саме розмальована та або інакша частина. Дати від 1744 до 1780 рр. З написів видно, як каже рабин, що євреї давали гроші окремо на розпис тої або інакшої частини синагоги.
Рабин показав мені ще дві школи, з них інтересна та, що ближче до головної синагоги. Рабин старий, по російські майже не говорить і все хотів вступити зо мною в історичний диспут з приводу деяких фактів, які на його думку, християнські історики неправдиво передають.
Синагога Яришівська потребує спеціального досліду, обмірів й зарисовок в фарбах.»
Синагогу було зруйновано 1941 р.